# أيزو 22000

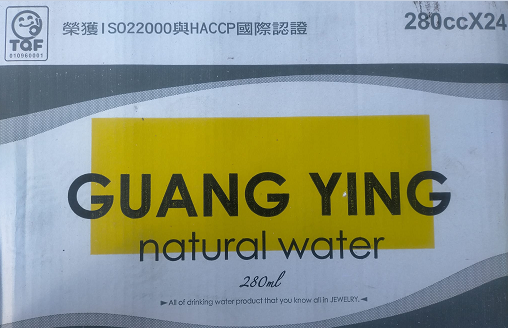
حصلت شركة Guangying Healthy Water على شهادة أيزو 22000 وشهادة HACCP لمياه Guang Ying الطبيعية لتحليل المخاطر ونقاط التحكم الحرجة.

أيزو 22000 هي معايير سلامة تم وضعها من المنظمة الدولية للمعايير بالنسبة ل سلامة الغذاء . وهي مشتقة بشكل عام من أيزو 9000 و احتوت على مبادئ تحليل المخاطر ونقاط التحكم الحرجة و احتلت محله.

## حفظ الاغذية
سلامة الغذاء تتصل بوجود المخاطر التي تنقلها الأغذية في المواد الغذائية في نقطة الاستهلاك.
ترتبط سلامة الأغذية بوجود مخاطر تنقلها الأغذية في الغذاء عند مرحلة الاستهلاك. ومن الضروري أن تكون هناك رقابة كافية ؛نظرًا لأن مخاطر سلامة الأغذية يمكن أن تحدث في أي مرحلة من مراحل السلسلة الغذائية . لذلك، هناك حاجة إلى جهد مشترك بين جميع الأطراف  خلال السلسلة الغذائية.

## معايير أيزو 22000
ان معايير ايزو 22000 الدولية تتطلب للاغذية نظام إدارة للامور التالية ك
- الاتصال التفاعلي
- إدارة النظام
- البرامج المطلوبة مسبقا
- مبادئ التحليل المخاطر ونقاط التحكم الحرجة

وقد أجريت العديد من المراجعات النقدية للعناصر المذكورة أعلاه من قبل العديد من العلماء. يعد الاتصال طوال السلسلة الغذائية أمرًا ضروريًا لضمان تحديد جميع مخاطر سلامة الأغذية ذات الصلة والتحكم فيها بشكل كاف خلال كل خطوة داخل السلسلة الغذائية. وهذا ينطوي على التواصل بين المنظمات على كل من المنبع والمصب في سلسلة الغذاء. وسوف يساعد التواصل مع العملاء والموردين حول المخاطر المحددة وتدابير التحكم في توضيح متطلبات العملاء والموردين.
يعد إدراك دور المنظمة ومكانتها طوال السلسلة الغذائية أمرًا ضروريًا لضمان التواصل الفعال عبر السلسلة من أجل تقديم منتجات غذائية آمنة للمستهلك النهائي.
تم إنشاء وتشغيل أنظمة السلامة الغذائية الأكثر فاعلية في إطار نظام إدارة مُنظم ومُدمج في أنشطة الإدارة العامة للمنظمة. وهذا يوفر أقصى فائدة للمؤسسة والأطراف المعنية. تمت محاذاة ISO 22000 مع ISO 9001 من أجل تعزيز توافق المعيارين.
يُمكن تطبيق 22000 الأيزو بشكل مُستقل عن معايير نظام الإدارة الأخرى أو دمجها مع متطلبات نظام الإدارة الحالية.
تُدمج معايير 22000 الأيزو مبادئ نظام تحليل المخاطر ونقطة التحكم الحرجة وخطوات التطبيق التي وضعتها هيئة الدستور الغذائي. من خلال متطلبات التدقيق، فإنه يجمع بين خطة HACCP مع البرامج المسبقة. إن تحليل المخاطر هو المفتاح لنظامٍ فعال لإدارة سلامة الأغذية، حيث أن إجراء تحليل المخاطر يساعد في تنظيم المعرفة المطلوبة لإنشاء مجموعة فعالة من تدابير الرقابة. تتطلب المواصفة القياسية الأيزو 22000 أن يتم تحديد وتقييم جميع المخاطر التي يمكن توقع حدوثها على نحو معقول في السلسلة الغذائية، بما في ذلك المخاطر التي قد ترتبط بنوع العملية والمرافق المستخدمة. ومن ثم فهي تُوفر الوسيلة لتحديد وتوثيق سبب احتياج منظمات معينة إلى السيطرة على مخاطر معينة ولماذا لا يحتاجها آخرون. خلال تحليل المخاطر، تُحدد المنظمة الاستراتيجية التي يجب استخدامها لضمان التحكم في المخاطر من خلال الجمع بين البرامج المسبقة وخطة تحليل المخاطر ونقاط المراقبة الحرجة.
تعمل ISO على تطوير معايير إضافية تتعلق بـ ISO 22000 وستعرف هذه المعايير بمعايير ISO 22000. في الوقت الحالي ستشكل المعايير التالية مجموعة معايير ISO 22000:
1. ISO 22000 - أنظمة إدارة سلامة الأغذية - متطلبات أي منظمة في السلسلة الغذائية.
2. SO 22001 - مبادئ توجيهية بشأن تطبيق ISO 9001: 2000 لصناعة الأغذية والمشروبات (تحل محل: ISO 15161: 2001).
3. ISO / TS 22002- برامج المتطلبات المسبقة عن سلامة الأغذية - الجزء 1: تصنيع الأغذية، الجزء 2: تقديم الطعام الجزء 3: الزراعة الجزء 4: تصنيع أغلفة المواد الغذائية، الجزء 5: إنتاج الأعلاف والأغذية الحيوانية.
4. ISO TS 22003 - أنظمة إدارة سلامة الأغذية للهيئات التي توفر تدقيقًا واعتمادًا لأنظمة إدارة سلامة الأغذية.
5. ISO TS 22004 - أنظمة إدارة سلامة الأغذية - إرشادات بشأن تطبيق ISO 22000: 2005.
6. ISO 22005 - إمكانية التتبع في سلسلة التغذية والأغذية - المبادئ العامة والمتطلبات الأساسية لتصميم النظام وتنفيذه.
7. ISO 22006 - نظم إدارة الجودة - إرشادات حول تطبيق ISO 9002: 2000 لإنتاج المحاصيل.
8. تستخدم المواصفة القياسية ISO 22000 أيضًا كأساس لنظام شهادة سلامة الأغذية FSSC 22000. FSSC 22000 هي خطة مُعتمدة من قبل مبادرة سلامة الأغذية العالمية ((GFSI.

## ISO 9001 مقابل ISO 22000
بالمقارنة مع ISO 9000، فإن المعيار هو توجيه موجه إجرائيًا أكثر من التوجيه القائم على المبدأ. وبصرف النظر عن ذلك، فإن ISO 22000 هو نظام إدارة مخاطر خاص بالصناعة لأي نوع من معالجة الأغذية وتسويقها، والتي يُمكن دمجها بشكل وثيق مع نظام إدارة الجودة في . ISO 9001 كما ويُمكن يمكن العثور على أوجه التشابه والاختلاف للمعايير في أماكن آخرى.

## مبرر محتمل
أشار المكتب الأوروبي للحرف اليدوية والمقاولات الصغيرة والمتوسطة للتوحيد القياسي في عام 2004 إلى أن المعيار مناسب فقط للشركات كبيرة الحجم وأن شركات الأغذية الصغيرة لن تكون قادرة على طلب مثل هذا المستوى المرتفع بسبب الافتقار إلى الموارد اللازمة لمتابعة الشهادة. وقد اقترحت الوكالة إنشاء بديل لشركات الأغذية الصغيرة لتحقيق الهدف عينه. و تبذل الهيئة الأوروبية للرقابة المالية حالياً جهودها في مجال التشريعات الغذائية القابلة للتكيف مع الشركات الصغيرة والمتوسطة في سلاسل الإمدادات الغذائية. كما اقترح عدد قليل من النقاد أن المنظمات التي تسعى للحصول على الشهادة القياسية يجب أن تفعل الشيء نفسه مع ISO 14001 مع ISO 9001، لأنها تعتبر أن كميات كبيرة من المخاطر هي أساسًا من الإنتاج الأولي في سلاسل التوريد بدلًا من المراحل اللاحقة من معالجة الطعام.